# Institute Football Club
L'Institute Football Club és un club de futbol nord-irlandès de la ciutat de Drumahoe, a prop de Derry.
El club va ser fundat l'any 1905.

## Palmarès
- Lliga nord irlandesa-First Division 1:
  - 2006/07
- Irish Youth League 1: 
  - 2001/2002
- Irish Junior Cup 2: 
  - 1911/1912,1968/69
- North West Charity Cup 1: 
  - 1906/07
- North West City Cup 6: 
  - 1962/63, 1965/66, 1969/70, 1970/71, 1974/75, 1979/80
- North West League 2: 
  - 1965/66, 1979/80
- Smirnoff Cup 1: 
  - 1996/97
- North West Senior Cup 2: 
  - 1997/98, 2002/03
- Billy Craig Memorial Cup 1: 
  - 1998/99

## Jugadors destacats
- Declan Devine
- Darron Gibson
- Paul Hegarty
- Ryan Semple
- Ivan Sproule